# North York
För andra betydelser, se North York (olika betydelser).
North York är en stadsdel i Toronto i Kanada. Det var tidigare en egen administrativ stad, men uppgick den 1 januari 1998 i Toronto.

## Borgmästare
- 1922-1929 R.F. Hicks
- 1929-1930 James Muirhead
- 1931-1933 George B. Elliott
- 1934-1940 R. Earl Bales
- 1941-1949 George H. Mitchell
- 1950-1952 N.A. Boylen
- 1953-1956 Fred J. McMahon
- 1957-1958 Vernon M. Singer
- 1959-1964 Norman C. Goodhead
- 1965-1966 James D. Service
- 1967-1969 James D. Service
- 1970-1972 Basil H. Hall
- 1973-1997 Mel Lastman

### Fotnoter
1. ↑  ”Census Profile” (på engelska). Statistics Canada. 17 mars 2011. Arkiverad från originalet den 14 januari 2016. https://web.archive.org/web/20160114232835/http://www12.statcan.ca/english/Profil01/CP01/Details/Page.cfm?Lang=E&Geo1=CSD&Code1=3520008&Geo2=PR&Code2=35&Data=Count&SearchText=north%20york&SearchType=Begins&SearchPR=35&B1=All&Custom=. Läst 3 augusti 2013.